# Igor Polyansky
Igor Polyansky (n. 20 martie 1967, Novosibirsk, RSFS Rusă, URSS) este un înotător ce a reprezentat Uniunea Republicilor Sovietice Socialiste, medaliat olimpic. A participat la o ediție a Jocurilor Olimpice (1988) în care a câștigat o medalie de aur și două medalii de bronz.